# ニコル・デーヴィッド
ニコル・デーヴィッド（Nicol David、1983年8月26日 - ）は、マレーシアのスカッシュ選手。ペナン州出身。
教師であった中国系マレーシア人のアン・マリー・デーヴィッドと元サッカー選手でありエンジニアのインド系マレーシア人のデスモンド・デーヴィッドの間に生まれる。
2006年1月にオランダのヴァネッサ・アトキンソンに代わりアジアの選手として初めて世界ランキング1位となった。ワールド・オープンでは2005年以降女子最多の7回優勝している。